# Рудњански рејон
Рудњански рејон (рус. Руднянский район) административно-територијална је јединица другог нивоа и општински рејон на западу Смоленске области, у европском делу Руске Федерације.
Административни центар рејона је град Рудња. Према проценама националне статистичке службе, на подручју рејона је 2014. живело 24.046 становника.

## Географија
Рудњански рејон обухвата територију површине 2.1111 км² и на 10. је месту по површини међу рејонима Смоленске области. Граничи се са Велишким рејоном на северу, са Демидовским и Смоленским на истоку, и на југу са Красњенским рејоном. На западу се граничи са Републиком Белорусијом, односно са три рејона Витепске области (Витепским, Љозненским и Дубровенским).
На око 2 км западно од села Цегељња налази се најзападнија тачке Смоленске области (54°48′33″ сгш; 30°45′02″ игд). Најважнији водоток на територији рејона је река Каспља (десна притока Западне Двине), док су већи водотоци још река Березина и њена десна лева Мала Березина.

## Историја
Демидовски рејон успостављене је 1929. године.

## Демографија и административна подела
Према подацима пописа становништва из 2010. на територији рејона је живело укупно 25.244 становника, а од тог броја у граду Рудњи је живело око 40% популације. Према процени из 2014. у рејону је живело 24.046 становника, или у просеку 12,56 ст/км².
| 1959. | 1970. | 1989.  | 2002.  | 2010.  | 2014.   |
| ----- | ----- | ------ | ------ | ------ | ------- |
| ---   | ---   | 34.724 | 28.037 | 25.244 | 24.046* |

Напомена: према процени националне статистичке службе.
Административно рејон је подељен на подручје града Рудњеа (чија територија уједно има статус градске општине), а који је уједно и административни центар рејона, на варошицу Голинки и на још 8 сеоских општина. На територији рејона постоји укупно 210 насељених места.

## Привреда и саобраћај
Најважније привредне активности на територији су пољопривреда и прехрамбена индустрија.
Преко територије рејона прелази међународни регионални друмски правац Р120 који повезује градове Орел и Витепск (у Белорусији ознака Р21).